# Baeyer-Mills-Reaktion
Die Baeyer-Mills-Reaktion (auch nur Mills-Reaktion) ist eine Reaktion in der organischen Chemie. Dabei werden Azoverbindungen durch Umsetzung von Nitrosobenzolen mit Anilinen erhalten. Die Synthese wurde 1874 erstmals von Adolf von Baeyer publiziert und 1895 von Charles Mills weiterentwickelt.

## Übersichtsreaktion
Nitrosobenzol und Anilin reagieren bei leichtem Erwärmen zum Azobenzol. Dabei wird Essigsäure als Solvent oder Cosolvent eingesetzt.

Übersichtsreaktion der Kondensation zwischen Nitrosobenzol und Anilin

## Reaktionsmechanismus
Mechanismus der Baeyer-Mills-Reaktion
Die Reaktion beginnt mit dem Angriff des freien Elektronenpaars des Anilins auf die Nitrosogruppe. Die so entstandene zwitterionische Spezies steht in Tautomerie mit einer neutralen Spezies, die Wasser eliminieren kann und so das Azobenzol bildet. Die Reaktion verläuft am besten für elektronenarme Nitrosoverbindungen mit elektronenreichen Anilinen.

## Verwendung
Diese Reaktion findet Anwendung bei der Herstellung von Azobenzolen. So können Inhibitoren für Rezeptor-Tyrosinkinase Ret hergestellt werden, aber auch Azobiphenyle und Azoterphenyle, für die Anwendung als intelligente Werkstoffe. In der Synthese von 2H-Indazolen kann die Baeyer-Mills-Reaktion genutzt werden. Weiterhin wurden strömungschemische Verfahren für die Synthese asymmetrischer Azobenzole entwickelt.